# DNK (album)
DNK (abbreviazione di Danioko) è il quarto album in studio della cantante francese Aya Nakamura, pubblicato il 27 gennaio 2023 dalla Rec. 118 e Warner France.

## Promozione
Nakamura ha rivelato l'uscita dell'album tramite una diretta streaming su YouTube il 6 gennaio 2023, insieme a nuovi prodotti di merchandising tra cui felpe con cappuccio, magliette e CD. Ha anche annunciato un triplo concerto presso l'Accor Arena di Parigi, tenutosi tra il 26 e il 28 maggio seguente ed andato tutto esaurito. Il tour è stato successivamente esteso ad altre città della Francia, ai dipartimenti e regioni d'oltremare ed ai continenti europeo e africano nel corso di tutto il 2023.

## Tracce
1. Corazon – 2:45
2. Baby – 2:50
3. Daddy (feat. SDM) – 3:17
4. SMS – 2:33
5. Tous les jours – 2:50
6. T'as peur (feat. Myke Towers) – 3:35
7. Beleck – 2:19
8. Cadeau (feat. Tiakola) – 2:31
9. J'ai mal – 2:33
10. Coller – 2:51
11. Le goût – 2:47
12. Chacun (feat. Kim) – 3:05
13. Haut niveau – 3:02
14. Bloqué – 2:34
15. Fin – 2:24

Tracce bonus nell'edizione deluxe
1. Come back – 2:55
2. Bisous – 2:44
3. Chérie – 3:09

## Classifiche
| Classifica (2023) | Posizione massima |
| ----------------- | ----------------- |
| Belgio (Fiandre)  | 65                |
| Belgio (Vallonia) | 2                 |
| Francia           | 1                 |
| Svizzera          | 6                 |